# Louis Brassin
Louis Brassin (Aquisgrana, 24 giugno 1840 – San Pietroburgo, 17 maggio 1884) è stato un pianista, compositore e docente belga. Oggi è noto per la sua trascrizione per pianoforte della Musica magica del fuoco da La Valchiria di Wagner.

## Biografia
Louis Brassin nacque ad Aquisgrana nel 1840. Suo padre era un baritono di nome Brassine, la cui carriera lo portò all'estero con la famiglia. Louis diede il suo primo concerto all'età di sei anni, ad Amburgo. All'età di sette anni entrò all'Università della musica e del teatro di Lipsia come allievo di Ignaz Moscheles. Nel 1852 andò in tournée con i suoi due fratelli. Nel 1857 adottò il cognome Brassin. Dal 1866 al 1867 insegnò al Conservatorio Stern di Berlino, succedendo ad Hans von Bülow, quindi riprese l'attività di concertista. Fu professore di pianoforte al Conservatorio di Bruxelles dal 1868 al 1878 e svolse un ruolo importante nella vita musicale del paese. Tra i suoi allievi c'erano Edgar Tinel, Arthur De Greef, Franz Rummel e Alfred Wotquenne. Nel 1878 rilevò il corso di pianoforte di Teodor Leszetycki al Conservatorio di San Pietroburgo, dove tra i suoi allievi figuravano Vasilij Safonov, Vasilij Sapel'nikov e Genarij Korganov.
Morì a San Pietroburgo nel 1884 a 43 anni.

## Trascrizioni
La trascrizione per piano di Brassin della Musica magica del fuoco da La Valchiria di Wagner fu a lungo uno dei pezzi da concerto preferiti e fu registrata molte volte. Le sue altre trascrizioni di Wagner da Il ciclo dell'anello sono state: Valhalla, Canzone d'amore di Siegmund, Cavalcata delle Valchirie (La Valchiria) e Il mormorio della foresta (Sigfrido). Tra i pianisti che hanno registrato questi brani figurano Josef Hofmann, Ignaz Friedman, Isador Goodman, Michael Ponti, Jean-Yves Thibaudet, Denis Plutalov e Severin von Eckardstein.
Trascrisse anche:
- Toccata e fuga in Re minore BWV565 di J. S. Bach
- Il Coro dei Soldati dal Faust di Gounod
- 3 pezzi di Domenico Scarlatti.

## Opere originali
Brassin scrisse due concerti per pianoforte e due operette tedesche, Der Thronfolger (L'erede al trono) e Der Missionär (Il missionario), oltre a molti pezzi di pianoforte più piccoli, ormai in gran parte dimenticati.
- Première grande polonaise
- Deuxième grande polonaise, Op. 18
- 3eme Grande Polonaise
- Feuillet d'album (Foglio d'album)
- Étude de concert
- Impressions d'Automne (Herbst-Eindrücke) tre studi
- Menuet, Gavotte et Gigue
- Polka de la Princesse
- Sérénade
- Rêverie pastoral
- Rêverie
- Second Galop de Concert fantastique
- Les Adieux, pezzo caratteristico
- Grandes Etudes de Concert. Op. 12 [No. 1-6]
- Mazurka de Salon, Op. 14
- Au clair de la lune, notturno, Op. 17